# Jerzy Konikowski
Jerzy Konikowski (* 24. Januar 1947 in Bytom) ist ein deutscher Schachspieler polnischer Herkunft.

## Leben
Er erlernte das Schachspiel im Alter von 14 Jahren. 1981 siedelte er im Rahmen einer Familienzusammenführung mit seiner Frau und seiner Tochter nach Deutschland über und bekam die deutsche Staatsbürgerschaft. Von 1982 bis zum Ruhestand arbeitete er an der Universität in Dortmund als Chemotechniker.

## Schachlaufbahn
Im Nahschach zählte er viele Jahre zur polnischen Spitze. Er gewann einige internationale Turniere und trägt den Titel des FIDE-Meisters. In der polnischen Mannschaftsmeisterschaft spielte er 1967 für Caissa Bydgoszcz, 1971 bis 1974 für KS Hutnik Nowa Huta, 1977 und 1978 für KKSz Krakau sowie 1979 und 1980 für KS Hutnik Warschau. In der deutschen Schachbundesliga spielte Konikowski von 1983 bis 1985 für die SG Bochum 31 und hatte von 1989 bis 1994 einzelne Einsätze für die Schachfreunde Dortmund-Brackel. Er wird bei der FIDE als inaktiv geführt, da er seit 1998 keine gewertete Partie mehr gespielt hat.

## Schachtrainer

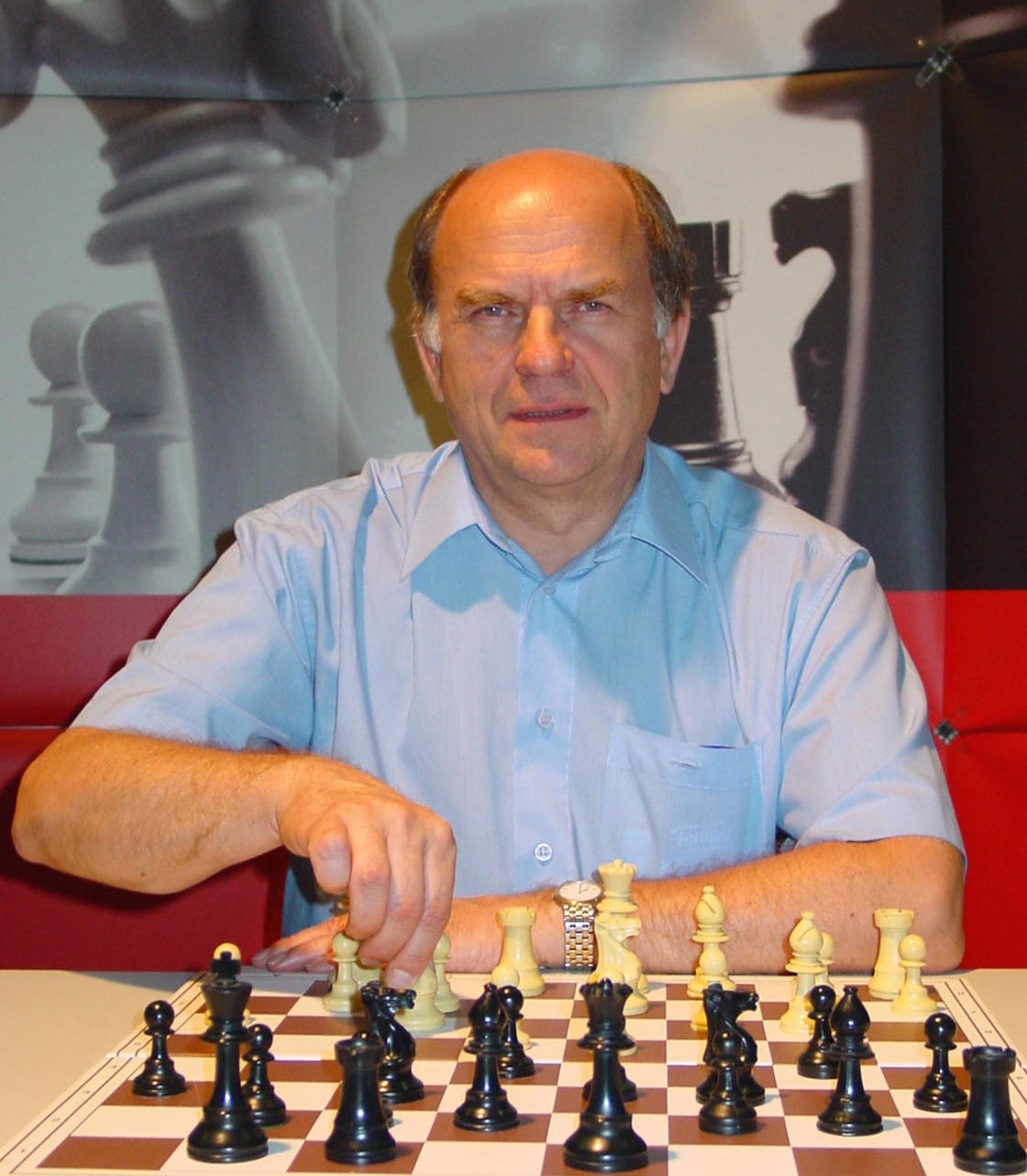
Jerzy Konikowski am Schachbrett, 2004

Sein Studium zum Schachtrainer hat Jerzy Konikowski an einer Sporthochschule in Warschau abgeschlossen. In der Zeit von 1978 bis 1981 war er polnischer Nationaltrainer, bei der Schacholympiade 1980 auf Malta führte er die polnische Damen-Nationalmannschaft zur Bronzemedaille. Er besitzt die Trainer-Lizenz A des Deutschen Schachbundes. Ein Jahr trainierte er Arkadij Naiditsch, mehrere Jahre Deutschlands Nr. 1. Ende Dezember 2010 hat er sich als Honorartrainer des Deutschen Gehörlosen-Sportverbandes betätigt.

## Erfolge im Fernschach
Seit seinem 15. Lebensjahr widmet er sich auch dem Fernschach. Hier zählen zu seinen größten Erfolgen der 7. Platz im Finale der XLVIII. Europameisterschaft und sein Sieg im I. Sergiusz-Czerniakow-Memorial (1970–1973), damals das stärkste Fernschachturnier in Polen. Nach der Übersiedlung nach Deutschland gewann er das I. Bogdan-Śliwa-Memorial (2005–2006).

## Eröffnungstheoretiker und Schachautor
Jerzy Konikowski steht für die Entwicklung mehrerer Eröffnungsvarianten, zu deren Erforschung er sich insbesondere auch des Fernschachspiels bediente. Das Konikowski-Hardy-Gambit, das mit den Zügen 1. e2–e4 e7–e5 2. Sg1–f3 Sb8–c6 3. Lf1–b5 Lf8–c5 4. c2–c3 d7–d5!? entsteht, zählt zu seinen bekanntesten Entwicklungen.
Als Autor hat Jerzy Konikowski mehr als 100 Schachbücher geschrieben, die in Deutschland, Polen, in den USA, Italien, Spanien, den Niederlanden und Tschechien veröffentlicht worden sind. Er kommentierte Partien und schrieb Theoriebeiträge für die Deutsche Schachzeitung, Fernschach International, Rochade Europa, ChessBase Magazin, Fernschachpost und andere Schachzeitschriften.

## Schachkomposition
Auch als Schachkomponist hat er sich einen Namen gemacht. Er verfasste etwa 400 Schachaufgaben, von denen über 100 in internationalen Turnieren ausgezeichnet wurden. Acht seiner Aufgaben fanden einen Platz in FIDE-Alben, den Sammlungen der besten Aufgaben der Welt.
|   | a | b | c | d | e | f | g | h |   |
| 8 |   |   |   |   |   |   |   |   | 8 |
| 7 |   |   |   |   |   |   |   |   | 7 |
| 6 |   |   |   |   |   |   |   |   | 6 |
| 5 |   |   |   |   |   |   |   |   | 5 |
| 4 |   |   |   |   |   |   |   |   | 4 |
| 3 |   |   |   |   |   |   |   |   | 3 |
| 2 |   |   |   |   |   |   |   |   | 2 |
| 1 |   |   |   |   |   |   |   |   | 1 |
|   | a | b | c | d | e | f | g | h |   |

Lösung:
1. Dc5! Zugzwang

1. … Kf1 2. Df2 matt

1. … Kd1 2. Lg4 matt

1. … Kf3 2. De3 matt

1. … Kxd3 2. Dc4 matt

Gezeigt wird eine Sternflucht des schwarzen Königs.

## Ehrungen
Für seine langjährige Mitgliedschaft im Deutschen Fernschachbund e. V. wurde ihm im Jahr 2008 die Silberne Ehrennadel verliehen. Er ist auch Träger der Silbernen Ehrennadel der Schwalbe (Schachkomposition) seit 2006.
Der Polnische Schachverband hat Jerzy Konikowski 1973 mit der Goldenen Ehrennadel ausgezeichnet.